# Ernest Laborde
Pour les articles homonymes, voir Laborde.
Bernard Ernest Laborde, né à Paris le 5 mars 1870 et mort à Paris le 21 octobre 1935, est un graveur et aquarelliste français.

## Biographie
Ernest Laborde est le fils de Jules Auguste Laborde, ingénieur, et d’Agathe Élise Lefèvre, et il est né le 5 mars 1870, 21, rue Mozart, Paris XVIe ; le père et la mère d'Ernest Laborde contractent mariage six mois après la naissance de leur enfant ; cela apparait dans l'état-civil qui indique que l'acte de mariage de Jules Auguste Laborde et d’Agathe Elise Lefèvre est daté du 16 août 1870, et que les époux ont ainsi légitimé l'enfant.
Dans sa période d’adolescence, Ernest Laborde effectue une partie de sa scolarité à Amiens, lorsque son père, qui est ingénieur civil, et qui a trois enfants, obtient que son fils, Bernard-Ernest Laborde, bénéficie d’une demi-bourse, et soit nommé élève du Gouvernement au Lycée d’Amiens.
Ernest Laborde n’a pas encore atteint la trentaine et n’a pas encore présenté ses travaux de graveur et d’aquarelliste quand il se marie, en janvier 1897, avec Marie-Désirée Robert.
À partir des années 1910, Ernest Laborde présente, dans des salons artistiques, et dans des expositions collectives, des œuvres qui sont inspirées par des lieux et par des bâtiments qui évoquent le passé des villes, comme Paris, ou Rouen ; ces lieux sont souvent des lieux où l'on démolit ce qui est ancien ; on peut penser aux travaux de Charles Meryon, auquel Laborde a rendu hommage dans des estampes ; on retrouve également chez Ernest Laborde l'inspiration qui est celle d'un autre graveur qui œuvre à la même époque, Pierre Desbois, mais le trait de Laborde est différent de celui de Desbois, plus en petites touches, plus attaché à l'opposition entre ombre et lumière.
Parmi les Salons artistiques auxquels participe Ernest Laborde, il faut citer tout particulièrement un salon fondé en 1906 par Gaston de La Touche, peintre, graveur, illustrateur et sculpteur français, né en 1854, le Salon de la Société de la Peinture à l'eau ; Ernest Laborde expose ses œuvres, dans ce salon, en 1909, 1912, 1913, une année où un journaliste remarque les travaux de « M. Ernest Laborde, qui prête à quelques coins du vieux Paris un pittoresque et une couleur que son imagination se plait à embellir et à exalter (...) ».
À partir de 1910, Ernest Laborde prend part à plusieurs autres manifestations : Salons de la Société nationale des beaux-arts et différentes expositions de la Société internationale des aquarellistes et de la Société des peintres-graveurs français.
C’est en 1911 qu’Ernest Laborde a produit sa première gravure à l’eau-forte, À la Biche, qui prend comme sujet la devanture d’un ancien cabaret à l’enseigne de La Biche, qui se trouvait au 35 de la Rue Geoffroy-Saint-Hilaire, à Paris ; cette estampe a été tirée en 25 exemplaires, signée dans la planche « Ernest Laborde », et contresignée au crayon par l'artiste.
Au-delà de la Grande Guerre, Ernest Laborde produit des estampes, et il expose des eaux-fortes, toujours inspirées par les mêmes lieux et par les mêmes bâtiments, qui sont des sites menacés de disparition ; c’est ainsi que, dans une exposition de la Société nationale des beaux-arts, en 1925, un journaliste remarque qu’« une façade de maison dans la « Rue du Bac », par M. Ernest Laborde, avec sa petite boutique de fruitier, est une recherche de lumière assez rare en ses tendances pour être remarquée et signalée. »
Vers la fin de sa vie, Ernest Laborde vit à Montmartre dans le quartier de la rue des Abbesses, qui était, à cette époque, un pôle d'attraction pour de nombreux artistes, et c'est là qu'il meurt, à son domicile, au 46, rue Durantin, le 21 octobre 1935.

## Œuvres

### Musées
Le Musée Carnavalet conserve 53 gravures d’Ernest Laborde ; parmi ces œuvres, on peut citer les estampes suivantes :
- « Maison de l'Annonciation » ; date de production : 1911
- « A la Petite Chaise / Rue de Grenelle en face la Rue de la Chaise » ; date de production : 1911
- « Vierge dans la Cour du Dragon » ; date de production : 1912
- « Rue Pelleport » ; date de production : 1912
- « Pharmacie Rue de Grammont  / démolie en 1913 » ; date de production : 1913
- « Au Soleil d'OR Rue St Sauveur / démoli en 1913 » ; date de production: 1913
- « Rue St Honoré / Aux Halles » ; date de production : 1918

### Bibliothèques
La Bibliothèque nationale de France conserve les œuvres suivantes d’Ernest Laborde :
- « Tombe de Charles Meryon, St Maurice »  (1918)
- « Rouen. Place de la Calende » (1922)

### Suites d’estampes
- Des merveilles dans la rue, Paris, Le Nouvel Essor (J. Grandhomme), 1917. In-folio, en feuilles. Suite complète de 12 estampes justifiées et signées par l'artiste.
- Vieilles maisons, boutiques et paysages de Paris. Paris, Meynial, 1918. In-folio, en feuilles. 2 séries de 20 eaux-fortes originales d'E. Laborde.

### Fortune critique
L’œuvre d’Ernest Laborde a donné lieu à des études parues dans des revues comme la Gazette des beaux-arts ; ainsi, en 1913, signé par les initiales R.M., est publié, dans cette revue, un article qui met en lumière l’originalité de l’artiste : « De Meryon et Hervier à Félix Buhot, à Auguste Lepère et à Eugène Béjot, Paris n'a pas cessé d'être, pour les aquafortistes modernes, une source d'inspiration riche à miracle et jamais tarie. (…) Sans doute la curiosité active de M. Laborde lui a conseillé d'autres investigations ; les aspects étranges de campagne urbaine que présentent certains quartiers de Ménilmontant ou de Montmartre l'ont attiré et retenu ; il a rôdé dans la cour du Dragon ; il s'est aventuré jusqu'à Rouen... L'aquarelle, où il a fait ses preuves, ne l'intéresse pas moins que l'eau-forte et plus d'une de ses estampes a eu pour préparation quelque peinture à l'eau, juste de ton et largement lavée ». Le même numéro de la Gazette des beaux-arts publie trois gravures de l’artiste :
- « Boutique de chaudronnier dans la cour du Dragon, à Paris », eau-forte ;
- « Vieille maison rue de la Parcheminerie », eau-forte ;
- « Au Petit Dunkerque », eau-forte.

Une autre revue, la Revue de l'art ancien et moderne, dans son n° 221 de décembre 1920, Tome XXXVIII, 24e année, a publié un article, « Graveurs contemporains - Ernest Laborde », écrit par Clément-Janin, qui est une étude sur les œuvres d’Ernest Laborde qui mettent en lumière des vieilles maisons, ou bien des vieilles boutiques de Paris : « Il dessine et il grave, parce qu'il a une tendresse pour ces vieilles choses, qui lui rappellent la vieille maison de Meung-sur-Loire. De cette tendresse, vient sans doute le charme prenant qui émane de ces eaux-fortes, qu'on a pu comparer à celles de Whistler pour la subtilité de la facture et pour les personnages que l'auteur y silhouette souvent. Mais elles en diffèrent par ce mélange de sensibilité et de raison et ce « faire » moins égratigné, moins spontané que celui du maître aquafortiste américain. M. Laborde est autre, parce qu'il a un autre tempérament. Cela suffit pour qu'il soit quelqu'un. »
Ce même numéro de la Revue de l'art ancien et moderne présente, dans ce même article, plusieurs reproductions d’œuvres d’Ernest Laborde :
- « Maison Empire, rue Pelleport (Ménilmontant) », d'après une eau-forte originale ;
- « « A Saint-Etienne-du-Mont », cabaret de la rue de la Montagne-Sainte-Geneviève », d'après une eau-forte originale ;
- « La maison du bourreau, rue Saint-Jacques », eau-forte originale ;
- « L'Institut vu de la rive droite de la Seine », croquis à l'eau forte sur zinc ;
- « Mascaron de la maison de Mme de Pompadour, rue Saint-André-des-Arts », dessin.

### Ventes aux enchères
Les œuvres d’Ernest Laborde sont présentes dans les ventes aux enchères, comme dans cette vente à l’Hôtel Drouot en 2011, où sont proposées à la vente 10 œuvres de l’artiste :
- « Le Pont Neuf », 2ème planche, 1912, eau-forte, épreuve sur japon pelure, signée à la mine de plomb ;
- « Le Pont Neuf », 1ère planche, 1912, eau-forte, épreuve sur japon mince ;
- « Regard de la Dhuys, rue des Cascades à Ménilmontant », eau-forte, signée à la mine de plomb ;
- « Phalanstère des Saint-Simoniens, 1bis rue de Ménilmontant », eau-forte, signée à la mine de plomb ;
- « Maison du bourreau, place St Jacques », eau-forte, signée à la mine de plomb ;
- « Rue de Bercy et rue de la Rapée », eau-forte, signée à la mine de plomb ;
- « Saint Denys la Chapelle », eau-forte, signée à la mine de plomb ;
- « Rouen : la Cathédrale », 1922-1923, eau-forte, épreuve sur vergé, signée à la mine de plomb ;
- « Rouen : l’Ile Lacroix et la Côte de Bonsecours », 1922-1923, eau-forte, épreuve sur vergé, signée à la mine de plomb ;
- « Rouen : maison du XVe siècle, rue du Bourg l’Abbé », 1922-1923, eau-forte, épreuve sur vergé, signée à la mine de plomb.

## Galerie

### Estampes tirées à part
Estampe conservée au Musée Carnavalet, « Rue des Cascades / Regard de la Dhuys » :

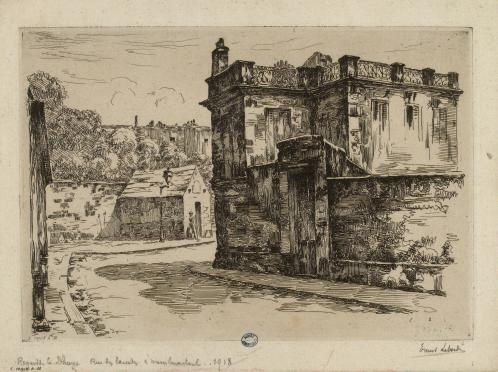
Rue des Cascades / Regard de la Dhuys.

### Estampes appartenant à une suite
Quatre des 12 estampes de la suite, « Des merveilles dans la rue », de 12 lithographies d'Ernest Laborde, éditée en 1917 (collection particulière) :

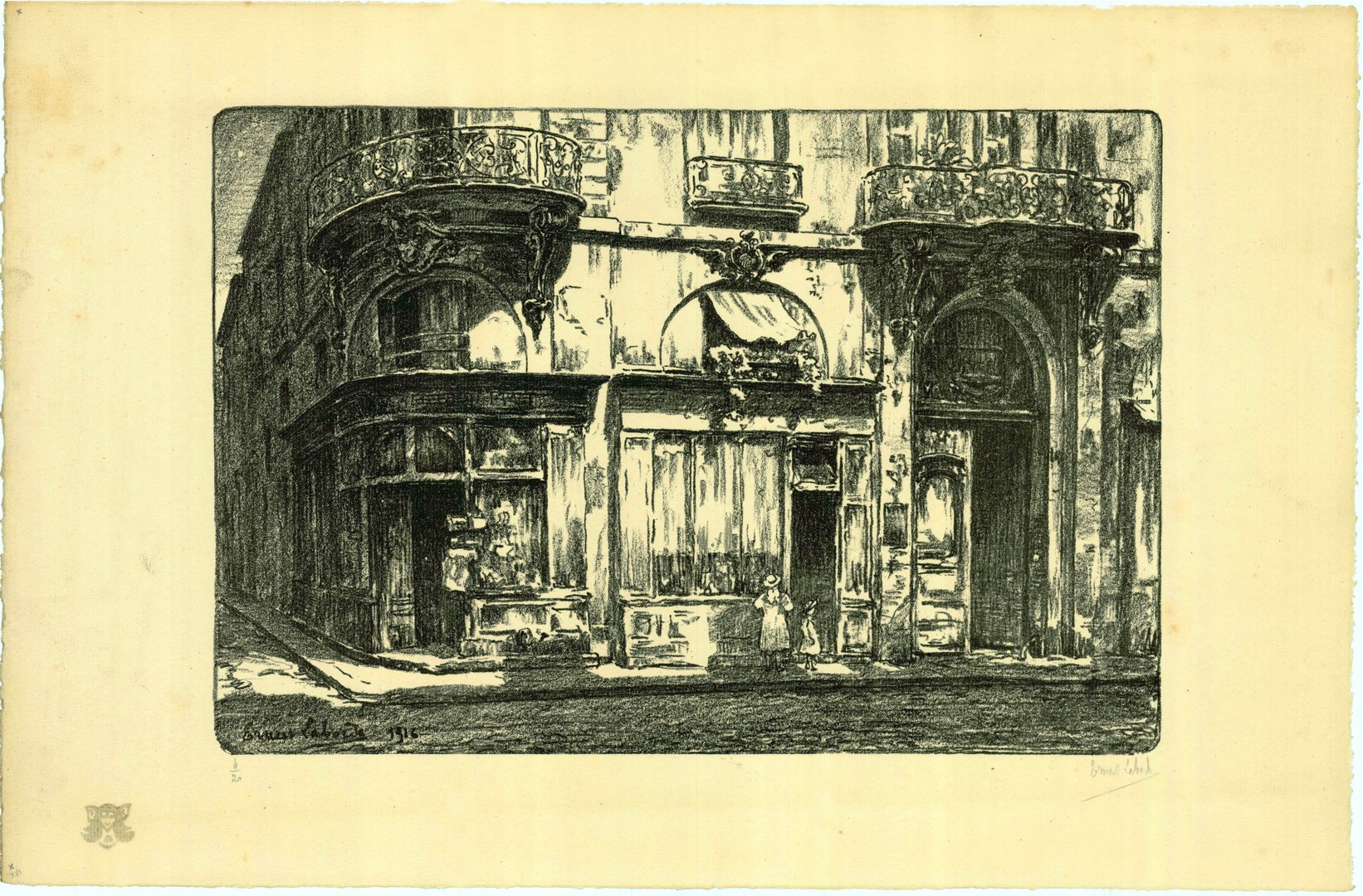
La Maison de Madame de Pompadour (rue Saint-André-des-Arts).
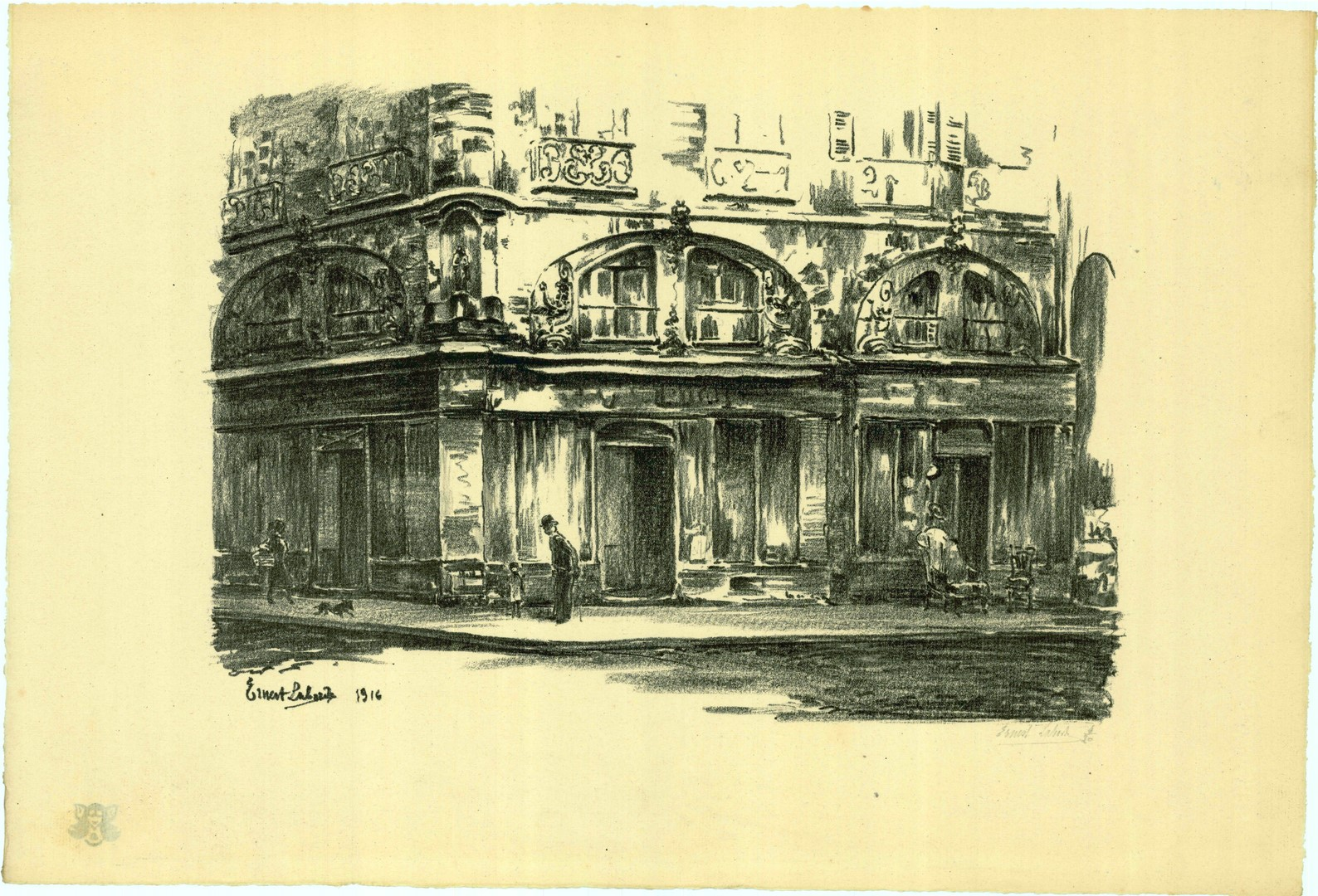
Hôtel Mirabeau (rue du Cherche-Midi).
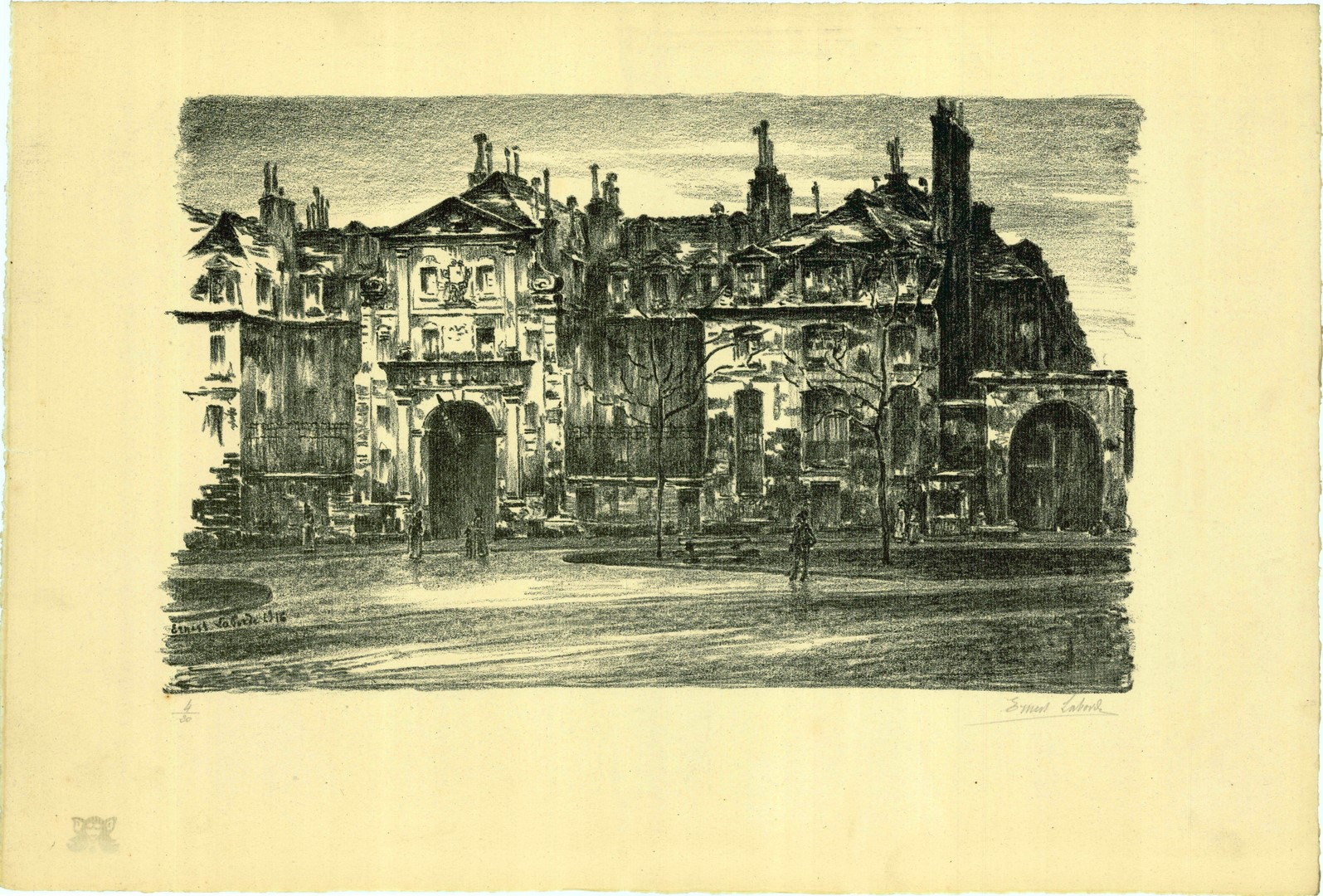
Saint-Lazare
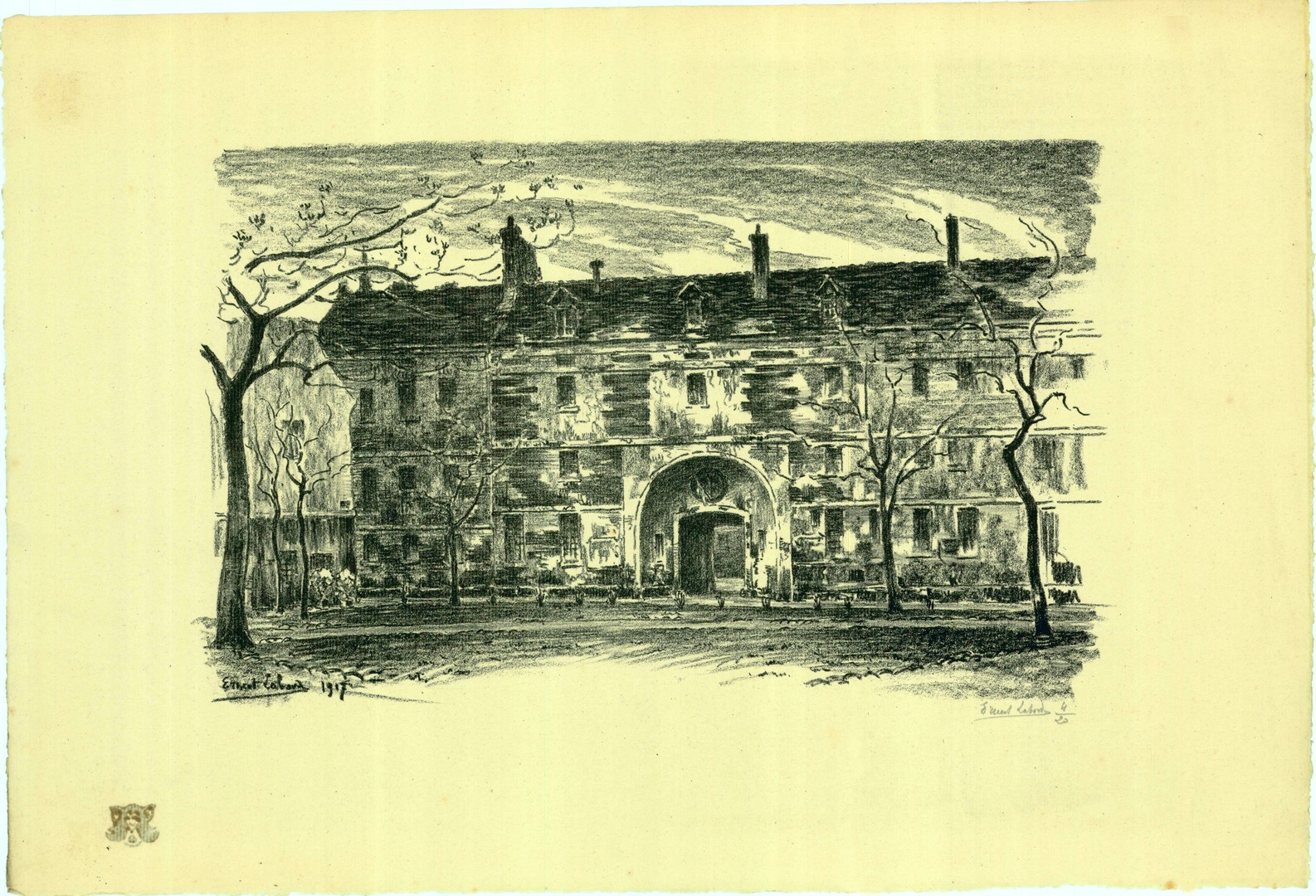
Maison de Scipion (rue du Fer-à-Moulin).